# المیادین
المیادین یک شبکهٔ تلویزیونی ماهواره‌ای پان‌عرب است که ۱۱ ژوئن ۲۰۱۲ در بیروت واقع در لبنان به دست غسان بن جدو، خبرنگار سابق الجزیره، تأسیس شد. المیادین شبکه‌ای با محتوای غالباً خبری است و در بیشتر کشورهای عرب خبرنگار دارد. رقبای این کانال در جهان رسانه‌ای عرب، الجزیره، العربیه، اسکای نیوز عربی و تلویزیون عربی بی‌بی‌سی هستند.
المیادین علاوه بر شبکه تلویزیونی ماهواره‌ای، دارای وب گاه اینترنتی است که به زبان‌های عربی، انگلیسی و اسپانیایی فعالیت می‌کند.
المیادین در تبیین ارزش‌های خود می‌گوید که «به تبادل فرهنگی و گفت و گو بر اساس احترام و برابری باور دارد و همت خود را معطوف به وحدت جهان عرب، همدلی با جهان اسلام، گفت و گو، برابری، همزیستی، عدالت اجتماعی و رد تروریزم و افراطی گری می‌کند».
این شبکه به دلیل پشتیبانی از حکومت بشار اسد در جنگ داخلی سوریه مورد انتقاد بوده است.

## تأمین مالی
به گفته مدیر شبکه المیادین این رسانه تنها از سوی دو بازرگان، حمایت مالی می‌شود. این شبکه تنها به مدت سه تا پنج سال تأمین مالی شده است. کارکنان این رسانه نیز بیش از ۳۰۰ نفر نخواهند بود.